# Atilla Király Szellemtudományi és Nemzetstratégiai Akadémia
Az Atilla Király Szellemtudományi és Nemzetstratégiai Akadémia (röviden: Attila Király Akadémia) 2012-ben alakult meg. Létrejöttét több éves felkészülés előzte meg. Tevékenysége mindeddig két évfolyamot fog át. Rektora Baranyi Tibor Imre, rektor-helyettese Horváth Róbert. A képzés 3 éves, minden évfolyam szeptembertől júliusig tart. A felvett hallgatók létszáma 30 fő. A képzés havi egy hétvégi (szombat és vasárnap) elfoglaltságot jelent, továbbá évi kétszeri egyhetes tábort.

## A név eredete
A név  valószínűleg arra utal, hogy Anonymus a 13. század elején már Attila hun király leszármazottjának tartotta Álmost és Árpádot, a székelyekről pedig azt írta, a magyarokhoz való csatlakozásuk előtt „Attila király népe voltak”.

## Céljai
- Az Atilla Király Akadémia létrejöttének és működésének célja "egy olyan ideológiai alap nyújtása tettre kész magyar fiatalok számára, amely kielégítő támasztékul szolgálhat az egykoron példamutató magasságokban tündöklő Magyarország újbóli felemelése szempontjából. A hazai viszonylatban egyedülálló intézményt ama fokozódó igény keltette életre, amely nem tűr halasztást az országban megmutatkozó baljósan negatív tendenciák felszámolását illetően. Ehhez egy olyan, a tradicionális igazságokat és tanításokat sem szem elől tévesztő létszemlélet megismerésére és kialakítására ad lehetőséget, amely a világ társadalmi-politikai alakulásainak megítélése és kezelése vonatkozásában elengedhetetlen segítséggel bír.[forrás?]
- Az iskola a modern és uniformizált közoktatás egyre süllyedő színvonalával ellentétben nagy hangsúlyt fektet az egyéni kvalitások kibontására, és az emberben szunnyadó szellemi érzékenység felébresztésére. Feladatának tekinti, hogy a hároméves képzés alatt olyan potenciális államférfiakat neveljen ki, akik határozott jobboldali elkötelezettségük mellett megfelelő tudást és szakmai felkészültséget tudnak magukénak, amellyel egy valóban ég felé mutató, nemzetmentő küldetés hiteles képviselői lehetnek, bárhol is helyezkedjenek el az életben.[forrás?]
- Olyan oktatókat kíván összefogni, akik már az Atilla Király Akadémia megalakulása előtt értékes kulturális, politikai, vallási, gazdasági és egyéb tevékenységet végeztek, ami "nemzeti érdekeket és örökérvényű értékeket véd, s ami ily módon megérett arra, hogy szorosan intézményes keretek között is átadódjon egy újabb generációnak. Az Akadémia a nemzeti egység létrehozására irányuló törekvések példája kíván lenni, hiszen egymástól távol eső szakterületek neves képviselőit volt képes összefogni a közös szellemi cél és az egyre fokozódó antitradicionalitás (modernitás) mint a nyugati világ válságát létrehozó és fenntartó erő meghatározása mentén.[forrás?]

## Kritikája és botrányok
Az intézmény közeli kapcsolatban áll a Jobbikkal, a Hatvannégy Vármegye Ifjúsági Mozgalommal és a Betyársereggel, egyfajta elitképzőként. Baranyi Tibor az intézmény egyik alapítója Zagyva György Gyula Jobbikos képviselőn keresztül lett Vona Gábor tanácsadója. A Hatvannégy Vármegye Ifjúsági Mozgalom társelnöke pedig szintén részt vesz az intézmény életében, tanainak kifejezésében.
Korábbi hallgatók által kiszivárogtatott levelek és információk alapján a tanítások az okkult vallási tanok, a tradicionalista filozófia, és a magyar szabadságharc ellenes legitimista politikafelfogás elegyét képzik. Az itt tanítottak alapján a nőket spirituálisan alacsonyabb rendűeknek tartják, az 1848–49-es forradalom és szabadságharcot baloldali megmozdulásnak nevezték, Julius Jacob von Haynaut a szabadságharc utáni megtorlások vezetőjét a magyar történelem dicsőséges szereplőjének titulálják. Az intézményhez köthető lapokban Szálasi Ferenc érdemeit tárgyalja László András az intézményt egyik tanítója, a Baranyi Tibor rektor által alapított Kard, Kereszt, Korona Szövetség közleményé alapján pedig Magyarország utolsó legitim államfője.

## Az oktatott tárgyak
- tradicionális szellemi tudományok (metafizika, teológia, kozmológia, lételmélet, gnoszeológia),
- társadalmi tudományok (filozófia, politológia, pszichológia, történelem, szociológia, gazdaságtan, médiaismeretek, szervezéselmélet)
- honvédelmi ismeretek.
- Exkurzusszerűen: irodalomtudomány, a művészettörténet, az esztétika és a retorika alapjai. Az oktatást irodalmi és művészeti kurzusok egészítik ki.

## Honlapja
- attilaakadémia.hu